# Wallington Hall
Wallington es una casa de campo ubicada a unas 12 millas (19,3 km) al oeste de Morpeth, Northumberland, Inglaterra, cerca del pueblo de Cambo. Ha sido propiedad del National Trust desde 1942, luego de que Sir Charles Philips Trevelyan lo donara completo con la propiedad y las granjas, la primera donación de este tipo. Es un edificio catalogado de Grado I. 

## Historia
La finca fue propiedad de la familia Fenwick desde 1475 hasta que Sir John Fenwick, tercer baronet, tuvo problemas financieros y optó por vender sus propiedades a los Blackett en 1688. Vendió la grupa de las propiedades familiares y Wallington Hall a Sir William Blackett por 4000 £ y una anualidad de 2000 £ al año. La anualidad debía pagarse durante su vida y la de su esposa, Mary Fenwick . Blackett estaba contento con el trato cuando descubrió plomo en la tierra y se hizo rico.
Se reconstruyó el Hall, derribando la antigua Torres Peel, aunque se conservaron los sótanos de la casa altomedieval. Fue reconstruida sustancialmente de nuevo, en estilo palladiano, para Sir Walter Blackett por el arquitecto Daniel Garret, antes de pasar a la familia Trevelyan en 1777.
Después de que Pauline Jermyn se casara con el naturalista Sir Walter Calverley Trevelyan, comenzaron a recibir figuras literarias y científicas en el Hall. Como centro cultural, los visitantes de Wallington incluían a los miembros de la Hermandad Prerrafaelita.

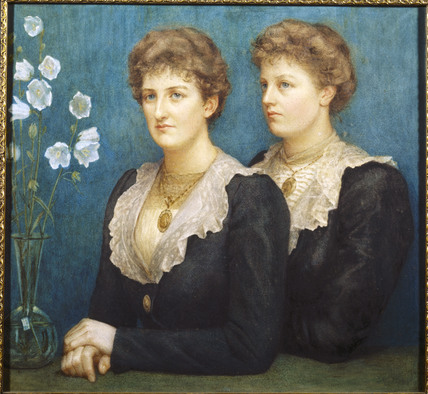
Elsa y Mary Bell (más tarde Lady Trevelyan), de Caroline Grosvenor, 1899

Sir Charles Philips Trevelyan heredó la propiedad de su padre, Sir George Otto Trevelyan, en 1928. Fue un miembro destacado de los gobiernos liberal y laborista. Charles estaba casado con "Molly", Lady Mary Trevelyan.

## Descripción
Situado en 100 acres (40 ha) de zonas verdes onduladas, la propiedad incluye un dene arbolado, valle, lagos ornamentales, césped y un jardín amurallado recientemente reformado.
Junto con el interior hermosamente amueblado, las atracciones dentro de la casa incluyen el escritorio donde Thomas Babington Macaulay, cuñado de Sir Charles Trevelyan, escribió su Historia de Inglaterra, una gran colección de casas de muñecas antiguas y ocho murales en el salón central que representan el historia de Northumberland, pintada por William Bell Scott.
El National Trust también posee la propiedad de la que forma parte la casa; los productos de estas granjas, así como de otras de la región, se vendían en una tienda agrícola en el lugar. La tienda de la granja cerró en 2012.

## Otras lecturas
- Kirtley, Allan, Longbottom, Patricia, Blackett, Martin. A History of the Blacketts. (2013) The Blacketts. ISBN 978-0-9575675-0-4. Archivado desde el original el 23 de junio de 2014. Consultado el 11 de octubre de 2022.
- Moran, Mollie.  Minding the Manor: the Memoir of a 1930s English Kitchen Maid.  2014, Lyons Press.  First published in the UK in 2013 as Aprons and Silver Spoons by Penguin Books.

- Datos: Q7963113
- Multimedia: Wallington Hall / Q7963113